# Clystea tenuistriga
Clystea tenuistriga là một loài bướm đêm thuộc phân họ Arctiinae, họ Erebidae.